# Sorelle della compagnia della Croce

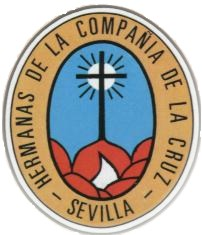
Lo stemma della congregazione

Le Sorelle della Compagnia della Croce (in spagnolo Hermanas de la Compañía de la Cruz de Sevilla, o anche Hermanitas de la Cruz) sono un istituto religioso femminile di diritto pontificio.

## Storia

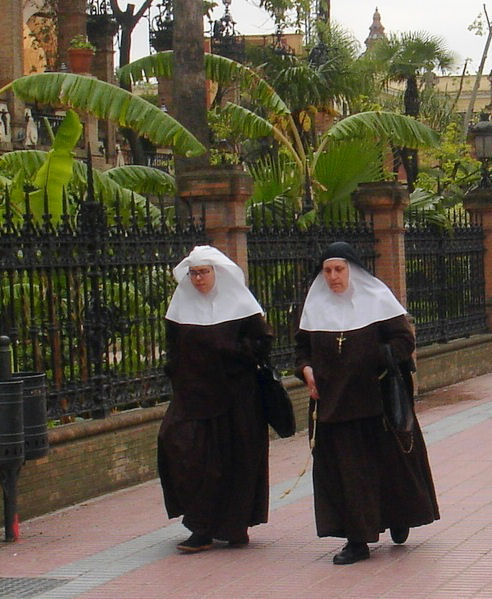
Sorelle della Croce.

La congregazione venne fondata da María de los Ángeles Guerrero González (1846-1932): desiderosa di abbracciare la vita religiosa ma respinta dalle carmelitane scalze e dalle suore di carità di Siviglia a causa della sua salute cagionevole, dietro consiglio del suo confessore José Torres Padilla (1811-1878), iniziò a dedicarsi alla cura a domicilio dei malati poveri della sua città.
Il 2 agosto 1875 si unirono a lei tre collaboratrici: ebbe così inizio la Compagnia della Croce, che venne eretta in congregazione di diritto diocesano con decreto dell'arcivescovo di Siviglia del 3 aprile 1876.
La congregazione ottenne il pontificio decreto di lode il 10 dicembre 1898: il 25 giugno 1904 venne approvata definitivamente dalla Santa Sede (le sue costituzioni il 14 luglio 1908). Venne aggregata all'Ordine dei Frati Minori il 23 marzo 1908.
Beatificata nel 1982, la fondatrice è stata canonizzata il 4 maggio 2003 da papa Giovanni Paolo II.

## Attività e diffusione
L'apostolato specifico Sorelle della Compagnia della Croce è il servizio ai poveri bisognosi.
Sono presenti in Argentina, Italia e Spagna: la sede generalizia è a Siviglia.
Al 31 dicembre 2005 l'istituto contava 652 religiose in 53 case.